# 루이 1세 당주 공작
앙주 공작 루이 1세 혹은 루이지 1세(Louis I d'Anjou, 1339년 7월 23일 ~ 1384년 9월 20일)는 프랑스의 왕족으로 발루아-앙주 가의 시조이다. 프랑스의 장 2세 국왕과 본 드 뤽상부르 왕비의 차남으로 태어났으며, 샤를 5세의 동생, 베리 공작 장, 필리프 2세(부르고뉴 공작)의 형이다. 명목상이나 나폴리, 예루살렘의 국왕을 지내기도 했다.
형 샤를 5세의 통치 당시 국왕군의 지휘관, 랑그도크의 국왕 대리를 역임했으며 1380년, 나폴리 여왕 조반나 1세의 양자가 되었다. 같은 해에 형이 죽어 조카인 샤를 6세의 섭정이 되었으나, 2년 뒤인 1382년 두라초(현재의 알바니아 두러스) 공작 카를로(훗날의 카를로 3세)가 그녀를 살해하고 왕위에 오르자 왕위 계승권을 주장하여 내전을 벌였다. 1384년 나폴리 왕위를 얻지 못한 채 숨을 거두었으나 그 손자에 이르기까지 두라초 가문과 발루아-앙주 가문 사이의 나폴리 왕위 계승권을 사이에 둔 싸움은 계속되었다.

## 자녀
브르타뉴 공작의 딸 마리와 결혼해 2남 1녀를 두었다.
- 마리(1370~1383)
- 루이지 2세(1377~1417) 앙주 공작, 나폴리 국왕
- 카를로(1380~1404)